# Stefan Türschmid
Stefan Andrzej Türschmid (ur. 12 marca 1946 w Łodzi, zm. 18 sierpnia 2020 tamże) – polski pisarz i działacz antykomunistyczny.

## Życiorys
Stefan Türschmid pochodził z rodziny osadników z Bawarii, przybyłych na ziemie polskie w 1786, którzy z czasem spolonizowali się Jego rodzicami byli Robert i Lidia. Türschmid ukończył studia polonistyczne na Uniwersytecie Łódzkim. W trakcie studiów był uczestnikiem strajków studenckich w marcu 1968. W czerwcu 1968 był jednym z organizatorów akcji ulotkowej na uczelniach w Łodzi. Jesienią tego samego roku został członkiem konspiracyjnej organizacji niepodległościowej „Ruch”. W ramach działalności niepodległościowej zaangażowany był w działania mające na celu pozyskanie materiałów i sprzętu, w tym maszyn do pisania, niezbędnych do prowadzenia wydawniczej działalności organizacji. W związku z działaniami w Ruchu był aresztowany w okresie od 30 lipca 1970 do 31 maja 1971. Następnie został skazany na 2 lata więzienia, grzywnę i roczne pozbawienie praw publicznych. Po rewizji Sąd Wojewódzki w Łodzi zmniejszył karę do 1 roku i 2 miesięcy pozbawienia wolności i przywrócił prawa publiczne. 17 czerwca 1972 Türschmid został przedterminowo zwolniony, a w 1970 i w latach 1980–1988 był inwigilowany przez Służbę Bezpieczeństwa.
Türschmid był także trenerem jeździectwa, dwie z trenowanych przez niego zawodniczek uczestniczyły w mistrzostwach Polski w jeździectwie, jedna zaś została członkiem kadry narodowej. Był także redaktorem „Tygodnika Solidarność Ziemi Łódzkiej”, a po 1989 był dziennikarzem i zastępcą redaktora naczelnego „Dziennika Łódzkiego”.
Od 2015 zaczął publikować książki związane tematycznie z sowiecką Rosją. Jego książka „Mrok i mgła. Stalin i Sonia Buriagina: historia niezwykła” została w 2015 nominowana do Książki Roku 2015 portalu lubimyczytać.pl w kategorii powieść historyczna.
Stefan Türschmid został pochowany na Starym Cmentarzu w Łodzi.

## Odznaczenia
- Odznaka honorowa „Działacza opozycji antykomunistycznej lub osoby represjonowanej z powodów politycznych”[10],
- Krzyż Wolności i Solidarności (2021)[2][11].

## Książki
- „Mrok i mgła. Stalin i Sonia Buriagina: historia niezwykła” (Poznań 2015),
- „Cień Lucyfera” (Kraków 2015),
- „Ikony: opowieść o terrorystach” (Poznań 2016),
- „Czwarty czerwony” (Poznań 2017),
- „Tancerz” (Kraków 2019),
- „Struna/ Wyspa Nazino” (Warszawa–Kraków 2021)[6].